# Vincenzo Paglia
Vincenzo Paglia (Boville Ernica, Frosinone, Itàlia, 12 d'abril de 1945) és un arquebisbe catòlic romà, President del Pontifici Consell per a la Família i bisbe emèrit de la Diòcesi de Terni-Narni-Amelia a Itàlia. És un dels fundadors de la Comunitat de Sant Egidi i postulador de la causa de beatificació de l'arquebisbe de San Salvador Óscar Romero.

## Biografia

### Primers anys
Va ser educat en el Pontifici Seminari Menor i Major de Roma. Va obtenir la llicenciatura en Teologia i en Filosofia a la Pontifícia Universitat Lateranense, a més va realitzar un màster en Pedagogia a la Universitat d'Urbino. Va ser ordenat sacerdot el 15 de març de 1970 en la Diòcesi de Roma on va servir com a vicari a la regió de Casal Palocco, una zona al sud-oest de Roma, fins a 1973. Després es va convertir en capellà de la Comunitat de Sant Egidio convertint-se posteriorment en el rector de l'Església de Sant'Egidio en Trastévere. Des de 1981 fins a l'any 2000 va ser el rector de la Basílica de Santa María en Trastevere. Durant aquest període va exercir un important paper en el diàleg entre el Vaticà i les Esglésies ortodoxes romanesa i russa, seguint amb especial atenció la situació balcànica. Va ser el primer sacerdot que va obtenir permís per entrar a Albània, abans de les eleccions lliures de març de 1991 i va ser membre de la Delegació Pontifícia per a la primera visita pastoral a Albània aconseguint la reobertura del seminari i la devolució de la Catedral de Scutari, preparant el camí per a les relacions entre Albània i la Santa Seu. El seu treball també va anar especialment intens en les qüestions relatives a Kosovo, aconseguint que es produís l'únic acord entre Slobodan Milošević, president de la República Federal de Iugoslàvia, i Ibrahim Rugova, el que seria el primer president de Kosovo, per a la normalització del sistema escolar-educatiu a la regió i obtenint l'alliberament de Rugova durant Guerra de 1999. Pel seu compromís amb la pau, va rebre en 1999 la Medalla Gandhi de la Unesco.

### Bisbe
El 4 de març de 2000 el Papa Joan Pau II el va nomenar bisbe de la diòcesi de Terni-Narni-Amelia rebent la consagració episcopal a la Arxibasílica de Sant Joan de Letrán de Camilo Ruini el 2 d'abril i prenent-ne possessió el 16 d'abril. A partir del 2002 presideix la Federació Bíblica Catòlica Internacional, assumint entre 2004 i 2009 la presidència de la Comissió d'Ecumenisme i Diàleg de la Conferència Episcopal Italiana. Ha estat responsable del diàleg interreligiós i s'ha oposat a un refredament de les relacions amb els líders jueus. En 2003 va rebre també el Premi Mare Teresa del govern albanès per les seves activitats en pro de la pau.
En 2009 va ser nomenat president de la Conferència Episcopal d'Umbria. Des d'allí, va promoure el Fons de Solidaritat de la Unió Europea, una iniciativa que proporciona suport econòmic a les famílies més afectades per la recent crisi econòmica. Aquest càrrec el va ostentar fins al 2012. El 2011 va ser cridat per formar part dels primers membres del Pontifici Consell per a la Promoció de la Nova Evangelització per un període renovable de 5 anys i el 26 de juny de 2012 el Papa Benet XVI li va elevar a la dignitat d'arquebisbe i el va nomenar president del Pontifici Consell per a la Família. En el seu paper com a President és responsable de les Trobades Mundials de les Famílies, festes trienals sobre la funció de la família com un recurs per a tota la humanitat.
Ha col·laborat en la càtedra d'Història Contemporània a la Universitat de la Sapienza de Roma i ha publicat estudis i articles socials i religiosos, especialment sobre la història de la pobresa. A més ha rebut els premis Sant Valentí d'Or, Premi per al diàleg de la Ciutat de Orvieto, Premi Grinzane Terra d'Otranto, Premi “Ernest Hemingway Lignano Sabbiadoro” i el Premi per al Tercer Centenari de Sant Danilo príncep de Moscou, que li va ser lliurat pel Patriarca Alexis.
Al febrer de 2013, va assenyalar en una entrevista que les parelles homosexuals haurien d'estar a resguard de la discriminació injusta als països on els actes homosexuals són il·legals. Alguns mitjans de comunicació van informar de la declaració com un possible senyal de canvi en l'ensenyament de l'Església Catòlica sobre l'homosexualitat. Uns dies més tard en una conferència de premsa al Vaticà l'arquebisbe Paglia va manifestar sorpresa per la interpretació i va dir que les seves paraules no haurien de ser presos de cap manera com un canvi en la doctrina de l'Església sobre el matrimoni i l'homosexualitat, com ho demostra el fet que ell simplement va reafirmar l'ensenyament oficial de l'Església en l'entrevista.